# La Fortuna (métro de Madrid)
Pour les articles homonymes, voir La Fortuna.
La Fortuna est une station de la ligne 11 du métro de Madrid. Elle est établie sous la rue San-José, dans le quartier de La Fortuna, de la commune de Leganés, à Madrid en Espagne.

## Situation sur le réseau
La station est située après La Peseta au nord-est, et constitue le terminus sud-ouest de la ligne. Elle est la seule station de la ligne 11 située en zone B1.

## Histoire
La station est mise en service le 5 octobre 2010, lors de l'ouverture d'une nouvelle section de la ligne depuis La Peseta.

## Services aux voyageurs

### Accès et accueil
L'accès à la station s'effectue par un édicule entièrement vitré de forme rectangulaire situé en bordure du parc Serafín Antón, équipé d'escaliers et d'escaliers mécaniques, ainsi que par un accès direct par ascenseur depuis l'extérieur.

### Intermodalité
La station est en correspondance avec la ligne d'autobus no 1 du réseau urbain de Leganés, ainsi qu'avec les lignes d'autobus interurbains no 483, 486 et 487.